# Margaret Ponce Israel
Margaret Ponce Israel (conocida por Marge Israel) (1929-1987) fue una pintora y ceramista quien vivió y trabajó en la ciudad de Nueva York. Se casó con el artista neoyorquino Marvin Israel. Ponce nació en 1929 en La Habana, Cuba, y traída a EE. UU. de niña. 
Falleció en 1987, a los 57 en Manhattan, golpeada por un tractor-tráiler mientras montaba su bici en la calle West 23.ª. A su muerte, su estudio estaba lleno con obras de arte. 
Israel asistió al Instituto de Música y Arte en Nueva York y en la Universidad de Siracusa, estudiando cerámica en Greenwich, donde finalmente devino instructora.  En 1956 Israel ganó los primer y segundo premios en cerámicas en el Young Americans en el Museo de Oficios Contemporáneos, hoy Museo de Artes y Diseño.
Su estudio / casa era un edificio de tres pisos en Manhattan, que alguna vez fue un establo de caballos. Allí, ella alojó un gallo bantam, gallinas de Guinea, palomas, un conejo, perros, y un gato. Sus trabajos describen muchos de esos animales, y una exposición de su trabajo, "Un Bestiario Doméstico," en la Galería Perimeter en Chicago en febrero de 1998.  Enseñó en Parsons Escuela de Diseño; Cerámica de Casa de la Greenwich; Música e Instituto de Arte para Niños Dotados; Y.M.H.A.; Todo en NYC, y en Ecole des Beaux Arts; Stanley William Hayter Estudio de Arte Gráfico; Atelier 17; y, Academie de la Grande Chaumiere todos en París, Francia.

## Obra

### Exposiciones
- 1959 Egan Galería, NYC;
- 1961 Egan Galería, NYC;
- 1971 y 1972 Cordier & Ekstrom, NYC;
- 1988 Garth Clark Galería, NYC;
- 1990 Baruch Universidad, NYC;
- 1990 Retrospectivo Twining Galería, NYC;
- 1995 25.º Aniversario Cerámica de Casa de Greenwich de Exposición - Jane Harstook Galería, NYC;
- 1995 El Desnudo en Clay - Galería de Perímetro, Chicago, IL;
- 1996 Artistas' Artistas - Escuela de Estudio Museau, NYC;
- 1996 El Desnudo en Clay - Charles Un. Wustum Museo de Bellas artes, Racine, WI;
- 1996 El Arte Mágico de Construcción - Galería de Perímetro, Chicago, IL;
- 1997 Susan Teller Galería, NYC;
- 1997 & 1998 Perímetro Galería, Chicago, IL;
- 1991 Galería Perimeter.